# Top secret !
Pour les articles homonymes, voir Top secret.
Pour plus de détails, voir Fiche technique et Distribution.
Top secret ! est un film parodique américano-britannique réalisé en 1984, par le trio David Zucker, Jim Abrahams et Jerry Zucker.

## Synopsis
Nick Rivers, une vedette américaine du rock 'n' roll, est invité en République démocratique allemande pour participer à un festival culturel international à Berlin-Est. Les dirigeants est-allemands organisent en parallèle une opération secrète visant à détruire la flotte sous-marine de l'OTAN. À cet effet, le professeur Flammond doit créer, dans sa prison, une mine magnétique nucléaire surpuissante, faute de quoi sa fille sera exécutée. Celle-ci, membre de la résistance locale, s'échappe des griffes de la police grâce à Rivers. Même si Rivers est arrêté et torturé pour le meurtre d'un membre de la police secrète, il donne une représentation à l'issue de laquelle il s'échappe avec Hillary. Ils se réfugient d'abord dans une librairie suédoise puis dans une planque à la campagne. Hillary retrouve son amour d'enfance, Ange qui est le chef de la résistance française. 
Après avoir subi une attaque de l'armée, ils se retrouvent dans une auberge afin de préparer l'évasion du professeur que Rivers avait rencontré durant son emprisonnement. La découverte d'un pigeon voyageur dévoile qu'il y a un traitre infiltré parmi les résistants. À l'aube, ils sont parachutés près d'une forteresse qui sert de prison. Ange et De Quois se déguisent en vache pour infiltrer un troupeau de la forteresse et couper le générateur de courant. Nick et deux autres résistants en profitent pour entrer dans la prison. Mais le traitre se révèle être Ange qui remet l'alarme en route puis s'enfuit avec Hillary. Le professeur Flammond est libre mais l'armée est à leurs trousses. Nick rattrape Ange à moto tandis que le professeur rejoint un avion de transport. Nick combat Ange victorieusement puis Hillary et lui prennent l'avion après avoir salué les résistants restant.

## Fiche technique
- Titre français : Top secret !
- Titre original : Top Secret!
- Réalisation : Jim Abrahams, David Zucker et Jerry Zucker
- Production : Jon Davison et Hunt Lowry (en)
- Scénario : Jim Abrahams, David Zucker, Jerry Zucker et Martyn Burke
- Musique : Maurice Jarre
- Décors : Michael Lamont et Peter Lamont
- Costumes : Emma Porteous
- Montage : Françoise Bonnot et Bernard Gribble (en)
- Producteurs : Jon Davison et Hunt Lowry
- Distribution : Paramount Pictures
- Pays de production :  États-Unis et  Royaume-Uni
- Langue : anglais, allemand, yiddish
- Format : Couleur - 1.85 : 1 - Son Dolby
- Genre : Comédie, Parodie, Action
- Durée : 90 minutes
- Dates de sortie : 
  - États-Unis : 8 juin 1984
  - France : 26 septembre 1984
- Budget : ~ 9 000 000 $ US
- Recette : États-Unis : ~ 20 500 000 $ US

## Distribution
- Val Kilmer (VF : Éric Legrand) : Nick Rivers, jeune chanteur américain en vogue
- Lucy Gutteridge (VF : Anne Jolivet) : Hillary Flammond, agent secret britannique
- Billy J. Mitchell (VF : Pierre Hatet) : Martin, le manager de Nick
- Christopher Villiers (VF : Patrick Poivey) : Ange (Nigel en VO) alias « La Torche », chef de la Résistance
- Michael Gough (VF : Roger Crouzet) : Dr Paul Flammond, chercheur dans le nucléaire, père d'Hillary
- Sydney Arnold : Albert Patate, résistant
- Harry Ditson (VF : Jean Lescot) : De Quois, sous-chef de la Résistance
- Jim Carter (VF : Yves Barsacq) : Déjà Vu, résistant
- Dimitri Andreas : Latreille (Latrine en VO), messager de la Résistance
- Eddie Tagoe (en) (VF : Daniel Russo) : Mousse au Chocolat (Chocolate Mousse en VO), résistant
- Peter Cushing : Sven Jorgensen, le libraire suédois
- Jeremy Kemp (VF : Raoul Delfosse) : Général Streck
- Warren Clarke (VF : Georges Claisse) : Colonel von Horst
- Omar Sharif (VF : Maurice Sarfati) : Agent Cedric, collègue de Hillary
- Tristram Jellinek : Major Crumpler
- Gertan Klauber : Le maire de Berlin
- Richard Mayes (en) : Camarade Wladimir Biletnikov, le ténor russe
- Vyvyan Lorrayne (en) : Mme Bergerone
- Nancy Abrahams : La femme enceinte
- Ian McNeice (VF : Roger Rudel) : Le vendeur de souvenirs aveugle
- Mac McDonald : Un soldat allemand

## Anecdotes
- Peter Cushing s'était vu diagnostiquer un cancer un an avant le tournage, avec notamment pour symptôme le gonflement de son œil gauche, très comparable à son maquillage dans le film. Condamné par la médecine à brève échéance, il y survécut néanmoins plus de 10 ans.
- De nombreux dialogues censés être en allemand sont en réalité du yiddish.
- Le personnage de Nick Rivers est une jeune star du Rock 'n' roll s'inspirant principalement d'Elvis Presley. Pourtant Skeet Surfin', la chanson du disque que le général Streck fait écouter aux dignitaires est-allemands (ressemblant furieusement à des nazis) pour leur présenter Nick Rivers, a tout du son des Beach Boys qui fut, à l'époque, considéré comme opposé à celui du King. Cette chanson lance le générique du film, avec des images de plage et de surfers.
- La scène chez le libraire suédois a été tournée entièrement à l'envers. Les dialogues censés être du suédois sont, en réalité, les dialogues anglais correspondant aux sous-titres, mais prononcés à l'envers.
- La scène finale du film est la parodie de la scène d'adieu du Magicien d'Oz où est présent l'épouvantail.
- La scène des naufragés sur l'île déserte ainsi que les personnages d'Ange et (dans une moindre mesure) de Hillary sont largement inspirés du film Le Lagon bleu.
- La scène de la fuite de Nick à moto est inspirée de celle du film La Grande Évasion.
- Dans la version française, le prêtre qui est censé accompagner Nick vers la mort prononce en guise de prières un enchaînement de formules latines qui sont presque uniquement des exemples de grammaire (Dicitur Homerus caecus fuisse, Urbem captam hostis diripuit, Tempus legendi/legendae historiae, etc.), et on entend à la fin trois des camps retranchés romains des albums d'Astérix : Laudanum, Petitbonum, Babaorum. (Dans la version anglaise, après une verbigération macaronique, on entend le début de la première phrase de la Guerre des Gaules de César, puis des citations et expressions latines courantes.)
- C'est Val Kilmer lui-même qui interprète les chansons du film. Il le fera à nouveau quelques années plus tard dans Les Doors et dans True Romance.
- Concernant la scène où une voiture allemande heurte une Ford Pinto et la fait exploser, il y a allusion au problème (très médiatisé à l'époque) du réservoir d'essence de la Pinto qui, en cas de choc arrière, pouvait tout simplement exploser.
- Lors de la diffusion du film sur Paramount Channel France, le 25 mars 2014, deux scènes du film ont été coupées. Tout d'abord, lorsque l'imprésario de Nick lui rend visite alors qu'il est emprisonné par l'armée est-allemande, deux gags disparaissent : celui où Nick se plaint d'être resté « 20 minutes » en cellule (les marques qu'il a tracées sur le mur laissent à penser qu'il est en prison depuis des jours) et celui où il propose à son imprésario une sorte de vibromasseur géant pour l'aider à satisfaire sa femme. Cette absence rend incompréhensible une scène suivante, où l'on apprend la mort de l'imprésario, qui a utilisé l'instrument sur lui-même. En outre, la fin de la scène de la vache et du taureau a été coupée elle aussi.